# Episodi di Route 66 (quarta stagione)
La quarta stagione della serie televisiva Route 66 è stata trasmessa in anteprima negli Stati Uniti d'America dalla CBS tra il 27 settembre 1963 e il 20 marzo 1964.
| nº | Titolo originale                                                        | Titolo italiano | Prima TV USA      | Prima TV Italia |
| -- | ----------------------------------------------------------------------- | --------------- | ----------------- | --------------- |
| 1  | Two Strangers and an Old Enemy                                          |                 | 27 settembre 1963 |                 |
| 2  | Same Picture, Different Frame                                           |                 | 4 ottobre 1963    |                 |
| 3  | Come Out, Come Out, Wherever You Are!                                   |                 | 11 ottobre 1963   |                 |
| 4  | Where Are the Sounds of Celli Brahms?                                   |                 | 18 ottobre 1963   |                 |
| 5  | Build Your Houses with Their Backs to the Sea                           |                 | 25 ottobre 1963   |                 |
| 6  | And Make Thunder His Tribute                                            |                 | 1º novembre 1963  |                 |
| 7  | The Stone Guest                                                         |                 | 7 novembre 1963   |                 |
| 8  | I Wouldn't Start from Here                                              |                 | 15 novembre 1963  |                 |
| 9  | A Cage in Search of a Bird                                              |                 | 29 novembre 1963  |                 |
| 10 | A Long Way from St. Louie                                               |                 | 6 dicembre 1963   |                 |
| 11 | Come Home Greta Inger Gruenschaffen                                     |                 | 13 dicembre 1963  |                 |
| 12 | 93 Percent in Smiling                                                   |                 | 20 dicembre 1963  |                 |
| 13 | Child of a Night                                                        |                 | 3 gennaio 1964    |                 |
| 14 | Is It True There Are Poxies at the Bottom of Landfair Lake?             |                 | 10 gennaio 1964   |                 |
| 15 | Like This It Means Father... Like This - Bitter... Like This - Tiger... |                 | 17 gennaio 1964   |                 |
| 16 | Kiss the Monster - Make Him Sleep                                       |                 | 24 gennaio 1964   |                 |
| 17 | Cries of Persons Close to One                                           |                 | 31 gennaio 1964   |                 |
| 18 | Who in His Right Mind Needs a Nice Girl                                 |                 | 7 febbraio 1964   |                 |
| 19 | This Is Going to Hurt Me More Than It Hurts You                         |                 | 14 febbraio 1964  |                 |
| 20 | Follow the White Dove with the Broken Wing                              |                 | 21 febbraio 1964  |                 |
| 21 | Where There's a Will, There's a Way: Part One                           |                 | 6 marzo 1964      |                 |
| 22 | Part Two: Where There's a Will, There's a Way                           |                 | 13 marzo 1964     |                 |
| 23 | I'm Here to Kill a King                                                 |                 | 20 marzo 1964     |                 |